# 329e régiment d'infanterie (France)
Le 329e régiment d'infanterie (329e RI) est un régiment d'infanterie de l'Armée de terre française constitué en 1914 avec les bataillons de réserve du 129e régiment d'infanterie.
À la mobilisation, chaque régiment d'active créé un régiment de réserve dont le numéro est le sien plus 200.

## Création et différentes dénominations
- Le 4 août 1914 : 329e régiment d'infanterie
- Dissolution du régiment le 18 janvier 1919.
- Recréé entre le 1er et 11 septembre 1939.
- Dissolution le 22 juin 1940.

## Chefs de corps
- 4 août - 16 septembre 1914 : lieutenant-colonel Thiry.
- 18 septembre 1914 - 11 mai 1915 : lieutenant-colonel Vannière.
- 20 mai - 27 septembre 1915 : lieutenant-colonel Ricour de Bourgies.
- 27 septembre 1915 - 4 juillet 1916 : lieutenant-colonel Puntous.
- 4 juillet 1916 - 21 mai 1917 : lieutenant-colonel Albert.
- 21 mai 1917 - 18 janvier 1919 : lieutenant-colonel Boulet-Desbareau.
- 1er septembre 1939 - 16 mai 1940 : colonel Roquebert.
- 17 mai - 31 mai 1940 : commandant Sonnac.
- 31 mai 1940 - 22 juin 1940 : colonel Elichondo.

## Historique des garnisons, combats et batailles

### Première Guerre mondiale

#### Affectation

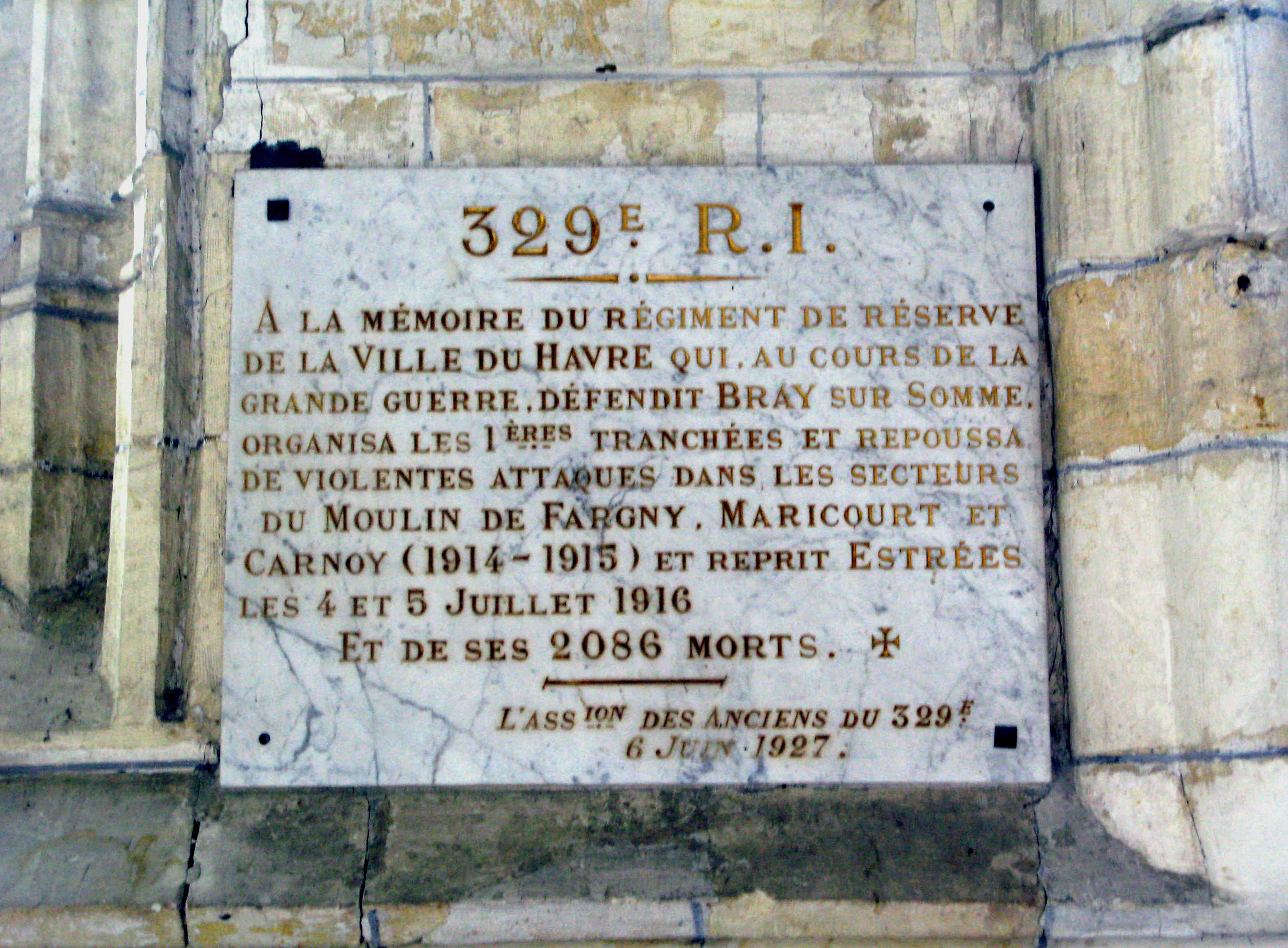
Plaque en l'honneur du RI apposé sur l'église de Bray-sur-Somme

- 53e division d'infanterie de réserve, 11 août 1914 au 29 août 1916. (Composée de régiments normands) (Général Perruchon)
- 158e division d'infanterie, 29 août 1916 au 5 novembre 1917. (Général Blanc)
- 9e division d'infanterie du 5e corps d'Armée, 5 novembre 1917 au 18 janvier 1919.
- 106e brigade d'infanterie. (Général Journée)
- 4e groupe de division de réserve. (Général Valabrègue) ce groupe entre dans la composition de la Ve Armée, commandée par le général de Lanzerac, et est placé en réserve, à l'extrême gauche de cette armée.
- Casernement : Le Havre

#### 1914
- Le 2 août 1914, le cas de mobilisation s'étant produit, le 329e Régiment d'Infanterie, prend naissance le 4 août 1914. Le 8 août, le 329 se trouve complètement mobilisé, en avance de 24 heures sur l'horaire. Constitué par l'appel de la réserve d'active provenant du recrutement de l'arrondissement de Havre, il comprend 2 091 hommes de troupe, 111 sous-officiers et 38 officiers, soit au total 2 240 hommes.
- Le 29 août bataille de Guise.
- Le 6 septembre bataille de La Marne.
- Le 14 septembre bataille de L'Aisne. Le 24 septembre, le régiment perd 135 soldats vers Berry-au-Bac[1].
- Le 30 janvier secteur de Vaux- Eclusier Moulin de Fargny, dont la droite se trouve limitée par la rivière de la Somme.
- Le 15 octobre secteur à Bray-sur-Somme jusqu'au 18 avril 1915.

#### 1915
- Secteur de Carnoy.
- Offensive d'Artois.
- Les Vosges le 6 juillet Charmes sur Moselle.
- 25 septembre-6 octobre : seconde bataille de Champagne

#### 1916

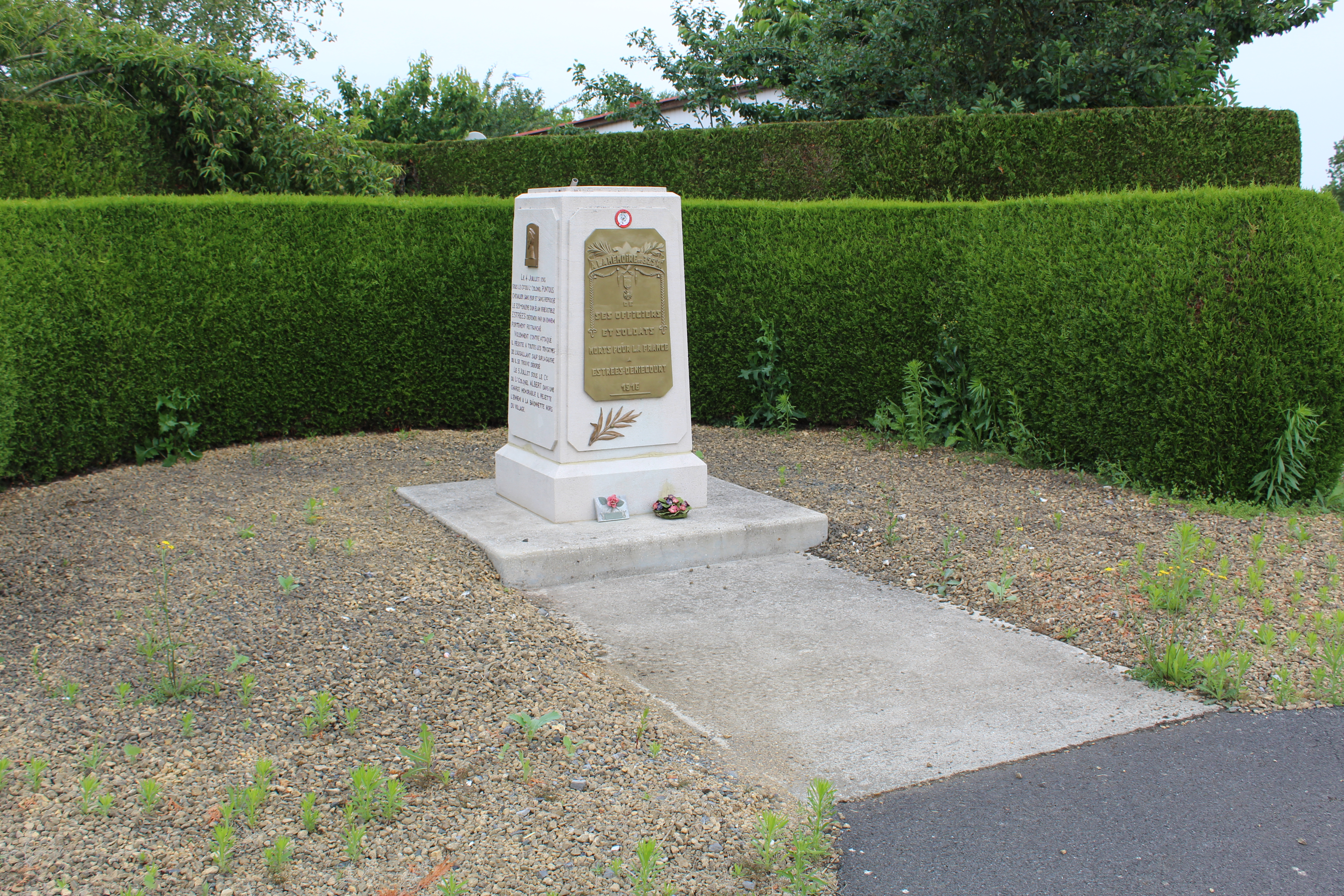
Monument au à Estrées-Deniécourt, commune où le colonel Puntous, chef de corps du régiment, est tué le 4 juillet 1916-.

Secteur et stationnement à partir du 15 décembre au 29 juin, secteur nord de l'Aisne, département de l'Oise.

Offensive de la Somme.

Le 26 août, le 329 est cité à l'ordre de la 6e armée, et par note no 6 F, le général en chef décide que le 329e RI étant cité deux fois à l'ordre de l'armée française pour sa brillante conduite devant l'ennemi, a droit au port de la fourragère aux couleurs du ruban de la Croix de guerre. Il est après le 152e régiment d'infanterie et le 224e régiment d'infanterie, le troisième régiment titulaire de cet insigne.

Formation du 4e bataillon.
Le 29 août, il quitte la 53e division d'infanterie. Puis il intègre la 106e brigade d'infanterie qui constitue désormais la 158e DI commandée par le général Blanc.

#### 1917
Combats au nord-est de Soissons.

Combats autour de Laffaux et le nord de Reims.

Chemin des Dames.

Secteur du Fayet-Saint-Quentin.

Passage à la 9e division, secteur de Pontavert, le 329 RI est affecté à la 9e division d'infanterie du 5e corps d'Armée qu'il complète avec le 4e régiment d'infanterie, et le 82e régiment d'infanterie. Le 5 novembre la 158e division d'infanterie est dissoute.

#### 1918
En réserve, le 329e fait mouvement le 11 janvier et cantonne au nord de l'Aisne.

Bataille de Noyon.

Alsace.

Bataille d'Épernay.

Combats entre Vesle et Aisne.

Combats pour atteindre La Meuse.

Le régiment perdit durant la Grande Guerre 2 097 hommes, 58 officiers, 158 sous-officiers et 1 881 caporaux et soldats.

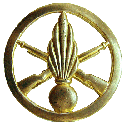
insigne de béret d'infanterie

### Entre-deux-guerres
Dissolution du 329 (par note no 29,244 du G.Q.G du 27 décembre 1918, le 329e RI, sera dissous).
La note qui parvient à la division ajoutait que le drapeau sera renvoyé au dépôt du Havre. Les honneurs lui seront rendus au départ.
En outre, une compagnie sera maintenue comme compagnie isolée et mise à la disposition du Maréchal Foch, commandant en chef les armées alliées, pour prendre la garde de son Q.G. Cette compagnie sera dirigée d'urgence sur Senlis. Elle doit être composée d'un lieutenant, 4 sergents, dont un vaguemestre, 4 caporaux, dont un comptable, 3 clairons et 45 hommes. La 13e compagnie du lieutenant Guibert sera désignée. La division fixe la date de la dissolution du régiment le 18 janvier 1919. Tous les officiers et hommes de troupe sont passés dans des unités comme le 4e, 19e, 31e RI etc. Le D.T.I de la 5e région à Orléans, et la 1re division Polonaise. Le lieutenant-colonel Boulet-Desbareau est placé en réserve de commandement de la Ire Armée.

### Seconde Guerre mondiale

#### Drôle de guerre
De même qu'en 1914, le 329e régiment d'infanterie est reformé au Havre entre le 1er et le 11 septembre 1939. Il a pour chef le lieutenant-colonel Roquebert, avec les trois bataillons. Le 329e RI appartient à la 53e division d'infanterie commandée par le général Blin. En octobre, cette division fait partie du XVIe corps d'armée en Flandre, elle renforce le secteur défensif des Flandres (qui devient ensuite le secteur fortifié des Flandres). Le régiment est de formation B et les mobilisés ont trente-cinq ans. Il n'y a qu'un ou deux officiers d'active par régiment d'infanterie, le chef de corps et le médecin chef. Le régiment participe aux combats sur la Meuse, la Marne et l'Aube. Du 12 septembre 1939 au 1er mai 1940 le régiment sera dans la région de Bourbourg, après dans la région de Flêtre, dans la région de Bailleul. Le 5 mars le régiment fait mouvement par camions sur Colembert, près de Boulogne-sur-Mer.
La 53e DI est ensuite affectée à la 9e armée, elle stationne alors dans la région de Novion-Porcien – Launois-sur-Vence, en tant que réserve de l'armée elle est susceptible de venir soutenir la 102e division d'infanterie de forteresse. Cette période d'instruction est coupée par des travaux agricoles. Le 1er mai le 329e RI s'embarque à Sannois.

#### Bataille de France
Le 10 mai déclenchement de l'offensive allemande, dès la première heure, une grosse activité de l'aviation ennemie est partout signalée. La journée du 13 mai le régiment enterre ses premiers morts de la guerre. Dans l'après-midi la division (53e DI) doit se porter vers le nord-est pour renforcer les bataillons de mitrailleurs du 148e régiment d'infanterie de forteresse, qui défendent la rive sud de la Meuse. Le 329e, à la droite de la division et de la IX armée, doit renforcer le 3e bataillon du 148e RIF au sud-ouest de Flize, avec deux autres bataillons. Des cavaliers nord-Africains, à la magnifique allure, sont envoyés vers Bouillon et la Semoy, pour assurer la sécurité éloignées. Ils se sacrifieront devant les chars allemands qui devaient réussir, le soir même, à s'emparer de la Meuse, à Donchery en basculant la 55e et 57e DI (10e CA de la IIe Armée), pour foncer ensuite vers le sud et l'ouest. À partir de 21 heures le 13 mai vers l'est en direction du canal des Ardennes l'ennemi franchit la Meuse, faute de renseignement le colonel du 329e reçoit les ordres de faire face à l'est et au nord-est. Après une marche de nuit épuisante. Le 14 mai vers 5 heures du matin les bataillons s'installent à la lisière des bois de Boutancourt puis à la lisière des bois de La Marlière. Le 2e et 3e bataillon du 329e reçoivent une attaque vers 17h30 arrivant du nord et du nord-est. Elle est précédée de bombardement aériens en piqué. Les bataillons ont reçu l'ordre de résister à la lisière des bois mais de ne pas laisser accrocher par l'infanterie et, en cas de pression très forte, de se replier à travers bois sur Singly. Les ordres donnés sont bien exécutés, mais que peut faire, seul, le 329e contre les avions, contre les blindés ? Comme tous les régiments de formation B, il n'a que de l'armement de 1918 (mitrailleuses et 2 canons de 37 mm d'instruction en mauvais état). Il ne dispose ni de mines, ni de canons anti-chars, ni de chenillettes, ni même de grenades. Aucune DCA, aucun avion ami dans le ciel. Enfin, il se trouve complètement isolé dans une région accidentée et très boisée, rendant difficiles les liaisons et communications.

Enfin le 15 mai dans le village de Raillicourt après son héroïque défense, la résistance à outrance, galvanisée par le colonel, blessé à la tête, après une lutte ininterrompue de soixante heures, resteront parmi les plus hauts faits d'armes du régiment. La bataille de la Meuse et des Ardennes est terminée, la plupart ont été faits prisonniers, mais beaucoup ont trouvé une mort héroïque sur les champs de bataille. Le 18 mai au 14 juin 1940, deux groupement du 329e RI rassemblés à Leffincourt et à Trépail sous le commandement du lieutenant-colonel Elichondo luttera héroïquement dans le secteur des opérations de la Marne. Mais grâce aux précautions prises, le régiment sortira avec des pertes légères. Mais la compagnie du lieutenant Lang, chargée de protéger le repli sera écrasée totalement.
Du 15 au 18 juin 1940 le régiment luttera sur l'Aube et la Seine. Le drapeau est confié par le colonel au sergent-chef Martin assisté d'un petit groupe de combattants du régiment. Il réussit à le dissimuler dans un vieux puits désaffecté, à Boux-sous-Salmaise (Côtes-d'Or), il sera rendu en 1945. Le IVe bataillon du 329e RI du 12 septembre au 10 juin 1940, participe aux opérations sur le front de mer sur la défense de Fécamp. Dans la soirée du 11 juin le IV-329 avait reçu l'ordre de s'embarquer au Havre sur des transports "PLM 13" et "Cap Blanc". il fut dirigé sur Cherbourg. Ce qui restait du IV-329 fut dispersé et fait prisonnier dans cette région entre les 19 et 22 juin 1940. Le régiment sera dissous le 22 juin 1940.

### De 1945 à nos jours
Il ne sera jamais recréé.

## Drapeau
Il porte, cousues en lettres d'or dans ses plis, les inscriptions suivantes :
- Artois 1915
- La Somme 1916
- Noyon 1918
- Tardenois 1918

## Décorations
Sa cravate est décorée de la Croix de guerre 1914-1918 avec quatre palmes puis une étoile de vermeil.
- quatre citations à l'ordre de l'armée.
- une citation à l'ordre du corps d'armée.
- 1re citation en 1915 (le général commandant la 2e armée cite à l'ordre de l'armée, le 21 octobre 1915)
- 2e citation en 1916 (le général commandant la 6e armée cite à l'ordre de l'armée, le 24 août 1916)
- 3e citation en 1918 (le général commandant le 5e corps d'armée cite à l'ordre du corps d'armée, le 11 avril 1918)
- 4e citation en 1918 (le général commandant la 5e armée cite à l'ordre de l'armée, août 1918)
- 5e citation en 1918 (le général commandant la 5e armée cite à l'ordre de l'armée, 11 décembre 1918)

Il a le droit au port de la Fourragère aux couleurs du ruban de la Médaille militaire, décernée le 22 décembre 1918 par le Maréchal Pétain au drapeau.

## Faits d'armes faisant particulièrement honneur au régiment
Le village de Raillicourt le 15 mai 1940 est rapidement et sommairement transformé en bastion. Au moyen de voitures, machines agricoles, etc. Les défenseurs érigent des barricades aux issues et ils rempliront héroïquement une mission retardatrice. Le 2e bataillon, notamment la 5e compagnie, la CAD et les éléments de la CDT y tiendront jusqu'au dernier mètre, jusqu'à la dernière minute, sous les ordres du colonel et de leurs chefs, jusqu'à ce que les blindés allemands défoncent les défenses accessoires et fassent irruption dans la place.

## Traditions et uniformes
"Fanion d'honneur"

En juillet 1919, au cours d'une cérémonie à Épernay, présidée par monsieur Mail, vice-président du conseil, assisté du général Berthelot ancien commandant en chef de la Ve Armée, il a été fait la remise de plusieurs fanions d'honneur, offerts par la ville d'Épernay, à des régiments Français, Anglais et Italiens, en reconnaissance de leur énergique et courageuse défense de la ville, en juillet 1918. Parmi les unités ainsi récompensées figurait le 6e bataillon du 329e RI.

### Insigne
L’insigne représente sur un écusson une salamandre (symbole de la Ville du Havre créée par François 1er) entourée d’une fourragère.

## Personnages célèbres ayant servi au329eRI
- Jacques Meyer, sous-lieutenant.
- Émile André Marin, soldat de 2e classe, 3e compagnie.

## Sources et bibliographie
- Jacques Meyer (préf. Henry Malherbe), La Biffe, Paris, Albin Michel , 1928, 246 p.
- Jacques Meyer, « Avec le 329e de ligne », dans Christian-Frogé (dir.), Association des écrivains combattants 1914-1918, La Grande Guerre, vécue, racontée, illustrée par les combattants, Paris, Aristide Quillet, 1928 (lire en ligne), p. 249-253.
- Historique succint [sic] du 329e régiment d'infanterie pendant la guerre 1914-1918, Le Havre, Boyard, 1919, 20 p., lire en ligne sur Gallica.
- Historique du 329e RI de 1914-1919 et de 1939-1940 « les anciens du 329 » 40, rue Just-Viel, Le Havre, Achevé d'imprimer en avril 1949 sur les presses de Bretteville Frères, Yvetot (Seine-Inf).